# ریکاردو کاستا

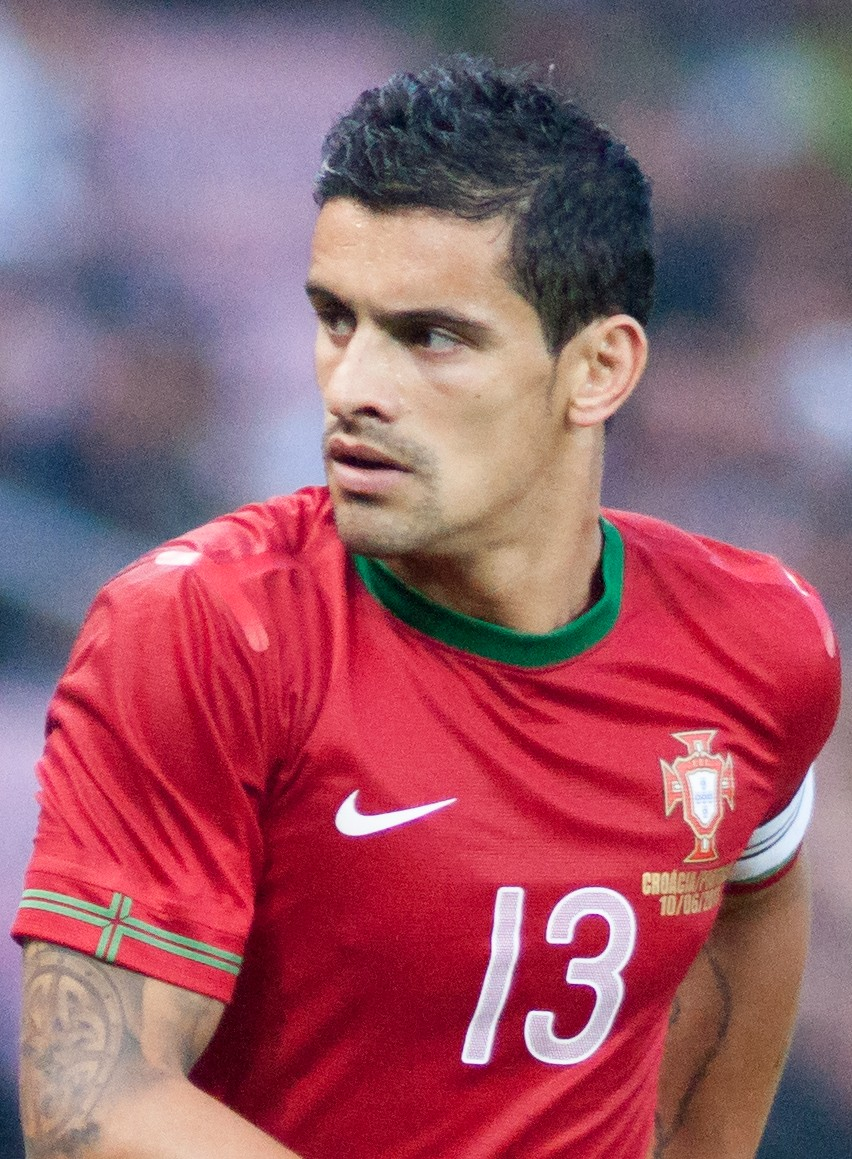
ریکاردو کاستا در سال ۲۰۱۳ (میلادی)

ریکاردو کاستا (زادهٔ ۱۶ مهٔ ۱۹۸۱) بازیکن فوتبال اهل کشور پرتغال است.
وی برای تیم ملی پرتغال ۱۱ بازی انجام داده و ۰ گل به ثمر رسانده‌است. پست تخصصی این بازیکن نیز، دفاع است.